# Albert Grønbæk
Pour les articles homonymes, voir Grønbæk.
Albert Grønbæk, né le 23 mai 2001 à Risskov (Danemark), est un footballeur international danois qui évolue au poste de milieu central au Genoa CFC, en prêt du Stade rennais FC.

## Biographie

### En club

#### AGF Aarhus
Né à Risskov, dans la ville d'Aarhus, au Danemark, Albert Grønbæk est formé à l'AGF Aarhus, qu'il rejoint en 2015 en provenance du VRI. Il joue son premier match en professionnel le 11 septembre 2019, à l'occasion d'une rencontre de coupe du Danemark face au Marstal/Rise IF. Il entre en jeu à la place de Nicolai Poulsen et son équipe l'emporte par six buts à deux. Le 7 juin 2020, il joue son premier match de Superligaen, face à l'Aalborg BK. Ce jour-là, il entre en jeu à la place de Benjamin Hvidt et son équipe remporte la partie sur le score de trois buts à deux.
En décembre 2020, il prolonge son contrat avec son club formateur jusqu'en 2025, tout comme son coéquipier Sebastian Hausner.

#### FK Bodø/Glimt
Le 13 août 2022, Albert Grønbæk rejoint la Norvège pour s'engager en faveur du FK Bodø/Glimt. Il signe un contrat de cinq ans, soit jusqu'en juin 2027, et portera le numéro 8,. Vendu pour près de 25 millions de couronne danoise, soit environ trois millions d'euros, Grønbæk devient la plus grosse vente jamais réalisé par son club formateur, l'AGF Aarhus et l'achat le plus cher de la première division norvégienne.
Le 23 juillet 2023, il réalise son premier doublé pour le FK Bodø/Glimt, lors d'une rencontre de championnat face au Sandefjord Fotball. Il est titularisé et participe à la victoire de son équipe par cinq buts à deux. Lors de la saison 2023, il contribue au sacre de son équipe, le FK Bodø/Glimt remporte le championnat de Norvège pour la troisième fois de son histoire.

#### Stade rennais FC
Le 15 juillet 2024, Albert Grønbæk s'engage avec le Stade rennais FC en paraphant un contrat de cinq ans,. L'indemnité de son transfert est estimé à 15 millions d'euros. Le 18 août 2024, il dispute son premier match avec le club breton lors de la 1re journée de championnat face à l'Olympique lyonnais (victoire, 3-0),,. Le 15 septembre 2024, il inscrit son premier but avec le maillot Rouge et Noir lors de la 4e journée de championnat face au Montpellier HSC (victoire, 3-0),.

##### Prêt au Southampton FC
Le 21 janvier 2025, lors du mercato hivernal, Albert Grønbæk est prêté au Southampton FC jusqu'à la fin de la saison,. Le club anglais dispose d'une option d'achat sur le joueur.

##### Prêt au Genoa CFC
Le 23 juin 2025, Albert Grønbæk est prêté avec option d'achat au Genoa CFC pour une durée d'un an,,. Son prêt comporte une obligation d'achat sous certaines conditions. Le montant de l'option d'achat est estimé à 10 millions d'euros,.

### En sélection nationale
Albert Grønbæk compte quatre sélections pour un but avec les moins de 19 ans, obtenues entre 2019 et 2020.
Le 24 août 2021, Albert Grønbæk est convoqué pour la première fois avec l'équipe du Danemark espoirs.
Le 27 août 2024, il est convoqué pour la première fois avec l'équipe nationale du Danemark par le sélectionneur intérimaire Lars Knudsen. Le 5 septembre 2024, il honore sa première sélection lors de ce rassemblement contre la Suisse. Il est directement titularisé lors de ce match remporté par son équipe sur le score de deux buts à zéro,.

## Statistiques

### En club
| Saison                | Club                  | Championnat           | Championnat | Championnat | Championnat | Coupe(s) nationale(s) | Coupe(s) nationale(s) | Coupe(s) nationale(s) | Compétition(s) continentale(s) | Compétition(s) continentale(s) | Compétition(s) continentale(s) | Compétition(s) continentale(s) | Play-offs | Play-offs | Play-offs | Total | Total | Total |
| Saison                | Club                  | Division              | M.          | B.          | P.d.        | M.                    | B.                    | P.d.                  | Comp.                          | M.                             | B.                             | P.d.                           | M.        | B.        | P.d.      | M.    | B.    | P.d.  |
| 2019-2020             | AGF Aarhus            | Superligaen           | 8           | 0           | 1           | 1                     | 0                     | 0                     | -                              | -                              | -                              | -                              | -         | -         | -         | 9     | 0     | 1     |
| 2020-2021             | AGF Aarhus            | Superligaen           | 31          | 5           | 2           | 6                     | 0                     | 1                     | C3                             | 1                              | 0                              | 0                              | 1         | 0         | 0         | 39    | 5     | 3     |
| 2021-2022             | AGF Aarhus            | Superligaen           | 31          | 3           | 4           | 1                     | 0                     | 0                     | C4                             | 2                              | 0                              | 0                              | -         | -         | -         | 34    | 3     | 4     |
| 2022-2023             | AGF Aarhus            | Superligaen           | 4           | 0           | 0           | -                     | -                     | -                     | -                              | -                              | -                              | -                              | -         | -         | -         | 4     | 0     | 0     |
| Sous-total            | Sous-total            | Sous-total            | 74          | 8           | 7           | 8                     | 0                     | 1                     | -                              | 3                              | 0                              | 0                              | 1         | 0         | 0         | 86    | 8     | 8     |
| 2022                  | FK Bodø/Glimt         | Eliteserien           | 12          | 2           | 1           | -                     | -                     | -                     | C1+C3                          | 2+6                            | 1+1                            | 0+1                            | -         | -         | -         | 20    | 4     | 2     |
| 2023                  | FK Bodø/Glimt         | Eliteserien           | 28          | 9           | 8           | 8                     | 3                     | 1                     | C4+C4                          | 2+12                           | 0+4                            | 0+2                            | -         | -         | -         | 50    | 16    | 11    |
| 2024                  | FK Bodø/Glimt         | Eliteserien           | 15          | 8           | 2           | 1                     | 0                     | 1                     | C4                             | 2                              | 2                              | 0                              | -         | -         | -         | 18    | 10    | 3     |
| Sous-total            | Sous-total            | Sous-total            | 55          | 19          | 11          | 9                     | 3                     | 2                     | -                              | 24                             | 8                              | 3                              | -         | -         | -         | 88    | 30    | 16    |
| 2024-2025             | Stade rennais FC      | Ligue 1               | 16          | 2           | 1           | 2                     | 0                     | 0                     | -                              | -                              | -                              | -                              | -         | -         | -         | 18    | 2     | 1     |
| 2024-2025             | Southampton FC (prêt) | Premier League        | 4           | 0           | 0           | 1                     | 0                     | 0                     | -                              | -                              | -                              | -                              | -         | -         | -         | 5     | 0     | 0     |
| 2025-2026             | Genoa CFC (prêt)      | Serie A               | 0           | 0           | 0           | 0                     | 0                     | 0                     | -                              | -                              | -                              | -                              | -         | -         | -         | 0     | 0     | 0     |
| Total sur la carrière | Total sur la carrière | Total sur la carrière | 149         | 29          | 19          | 20                    | 3                     | 3                     | -                              | 27                             | 8                              | 3                              | 1         | 0         | 0         | 197   | 40    | 25    |

### En sélection nationale
| Années                | Sélection             | Phases finales        | Phases finales | Phases finales | Phases finales | Éliminatoires | Éliminatoires | Éliminatoires | Éliminatoires | Amicaux | Amicaux | Amicaux | Autres compétitions | Autres compétitions | Autres compétitions | Autres compétitions | Total | Total | Total |
| Années                | Sélection             | Comp.                 | M.             | B.             | P.d.           | Comp.         | M.            | B.            | P.d.          | M.      | B.      | P.d.    | Comp.               | M.                  | B.                  | P.d.                | M.    | B.    | P.d.  |
| --------------------- | --------------------- | --------------------- | -------------- | -------------- | -------------- | ------------- | ------------- | ------------- | ------------- | ------- | ------- | ------- | ------------------- | ------------------- | ------------------- | ------------------- | ----- | ----- | ----- |
| 2024                  | Danemark              | Euro 2024             | -              | -              | -              | -             | -             | -             | -             | -       | -       | -       | LdN                 | 6                   | 1                   | 0                   | 6     | 1     | 0     |
| Total sur la carrière | Total sur la carrière | Total sur la carrière | 0              | 0              | 0              | -             | 0             | 0             | 0             | 0       | 0       | 0       | -                   | 6                   | 1                   | 0                   | 6     | 1     | 0     |

Le tableau suivant liste les rencontres de l'équipe du Danemark dans lesquelles Albert Grønbæk a été sélectionné depuis le 5 septembre 2024 jusqu'à présent :

## Palmarès
| FK Bodø/Glimt (2)                                         |
| --------------------------------------------------------- |
| - Championnat de Norvège (2) : - Champion : 2023 et 2024. |